# Ständige Faktfindungsmission der Vereinten Nationen zum Israel-Palästina-Konflikt
Die Ständige Faktfindungsmission der Vereinten Nationen zum Israel-Palästina-Konflikt (englisch Permanent United Nations Fact Finding Mission on the Israel Palestine conflict, OPT/Israel –  COI) wurde in Folge des Israel-Gaza-Konflikts im Jahr 2021 (Operation Guardian of the Walls) gegründet.
Der Menschenrechtsrat der Vereinten Nationen (UNHCR) stimmte am 27. Mai 2021 dafür, eine Untersuchungskommission (Commission of Inquiry, COI) der Vereinten Nationen einzurichten mit der Aufgabe, mögliche Kriegsverbrechen und andere Missbräuche in Israel und den besetzten palästinensischen Gebieten zu ermitteln.

## Missionsmitglieder
Navi Pillay (Südafrika), ist Vorstand, Miloon Kothari (Indien) und Chris Sidoti (Australien) arbeiten als Mitglieder der Kommission.

## Mandate
Die Kommission erstattet dem Menschenrechtsrat seit Juni 2022 jährlich Bericht. Im Gegensatz zu früheren Erkundungsmissionen ist die Untersuchung unbefristet und wird „alle zugrunde liegenden Ursachen wiederkehrender Spannungen, Instabilität und Dauerhaftigkeit von Konflikten untersuchen, einschließlich Systematische Diskriminierung und Unterdrückung aufgrund nationaler, ethnischer, rassischer oder religiöser Identität.“

### Opposition und Reaktion
Die Personalstärke wurde im Zuge einer US-israelischen Kampagne zur Kürzung des Kommissionsbudgets von 24 auf 18 Personen reduziert. Am 17. Februar 2022 sagte Israel es wird nicht mit der Kommission kooperieren, da Voreingenommenheit geltend gemacht wird. Ende März unterzeichneten 68 US-Senatoren einen Brief an den US-Außenminister Antony Blinken, welcher die Biden-Regierung auffordert, ihren Einfluss zu nutzen, um die Untersuchung abzubrechen. Im Juni 2023 verurteilten die Vereinigten Staaten und Israel gemeinsam mit 25 Ländern den ergebnisoffenen Charakter der UN-Untersuchung und „die seit langem unverhältnismäßige Aufmerksamkeit, die Israel geschenkt wird“. Als Antwort sagte Kothari: „Es scheint keine Verfallsklausel zu geben, die Israel empfohlen wird, um die Besatzung zu beenden … Solange die Besatzung andauert, muss die UN die Besatzung untersuchen … wir würden gerne das Ende der Besatzung sehen.“

## Berichte
Der erste Bericht wurde am 7. Juni 2022 veröffentlicht. In dem Bericht hieß es, dass die Beendigung der Besatzung nicht ausreichen würde. Darin hieß es, dass die Hauptursache der Probleme in der „dauerhaften Besatzung“ liege, ohne die Absicht, sie zu beenden, und dass Israel „vollständige Kontrolle“ über das besetzte Gebiet wolle. Israel verweigerte den Zugang zu Israel oder den palästinensischen Gebieten, palästinensische und israelische Zeugenaussagen wurden in Genf und Jordanien gesammelt. Das israelische Außenministerium und das US-Außenministerium lehnten den Bericht als voreingenommen ab. Als der Bericht am 13. Juni 2022 der 50. Sitzung des Menschenrechtsrats offiziell vorgelegt wurde, verlas der Vertreter der Vereinigten Staaten eine Erklärung, in der er Einwände gegen das erteilte Mandat erhob Das Komitee sagte, es sei eine unfaire Prüfung Israels. Einschließlich der Vereinigten Staaten und Israels unterzeichneten 22 Länder, die meisten davon keine UNHRC-Mitglieder, die Erklärung. Navi Pillay sagte vor dem Rat: „Angesichts der klaren Weigerung Israels, konkrete Maßnahmen zur Umsetzung der Erkenntnisse und Empfehlungen früherer Kommissionen zu ergreifen, muss die internationale Gemeinschaft dringend neue Wege erkunden, um die Einhaltung sicherzustellen mit dem Völkerrecht.“ Sie verurteilt außerdem die Palästinensische Autonomiebehörde für ihr Versäumnis, Parlaments- und Präsidentschaftswahlen abzuhalten, und die Führer in Gaza für ihr Versäumnis, die Menschenrechtsstandards einzuhalten.
Am 20. Oktober 2022 veröffentlichte die Kommission einen Bericht an die Generalversammlung der Vereinten Nationen und forderte den Sicherheitsrat auf, die „permanente Besatzung“ Israels zu beenden, und forderte einzelne UN-Mitgliedstaaten auf, israelische Beamte strafrechtlich zu verfolgen. Der Bericht fand „vernünftige Gründe“ für die Schlussfolgerung, dass die Besatzung „aufgrund ihrer Dauerhaftigkeit jetzt nach internationalem Recht rechtswidrig ist“ und Israels „de-facto-Annexionspolitik“. Die Kommission hat die Einholung eines Gutachtens des Internationalen Gerichtshofs beantragt, in dem die Besetzung für illegal erklärt wird. Der israelische Premierminister Yair Lapid sagte, der Bericht sei „voreingenommen, falsch, aufstachelnd und offensichtlich unausgewogen“ und twitterte: „Nicht jede Kritik an Israel ist Antisemitismus, aber dieser Bericht war es. geschrieben von Antisemiten … und ist ein eindeutig antisemitischer Bericht.“

Die Kommission legte ihren dritten Bericht vor, in dem sie Israel vorwarf, die Zivilgesellschaft und palästinensische NGOs zum Schweigen zu bringen, und beabsichtigt, die Gewalt israelischer Siedler und ihren Zusammenhang mit der Annexion des Westjordanlandes zu untersuchen: „Wir sind sehr beunruhigt darüber, dass die gewalttätigen Siedleraktivitäten in den letzten Monaten zugenommen haben ... Ein Mittel, mit dem die Annexion über die Besatzung hinaus sichergestellt wird und es wird immer schlimmer.“

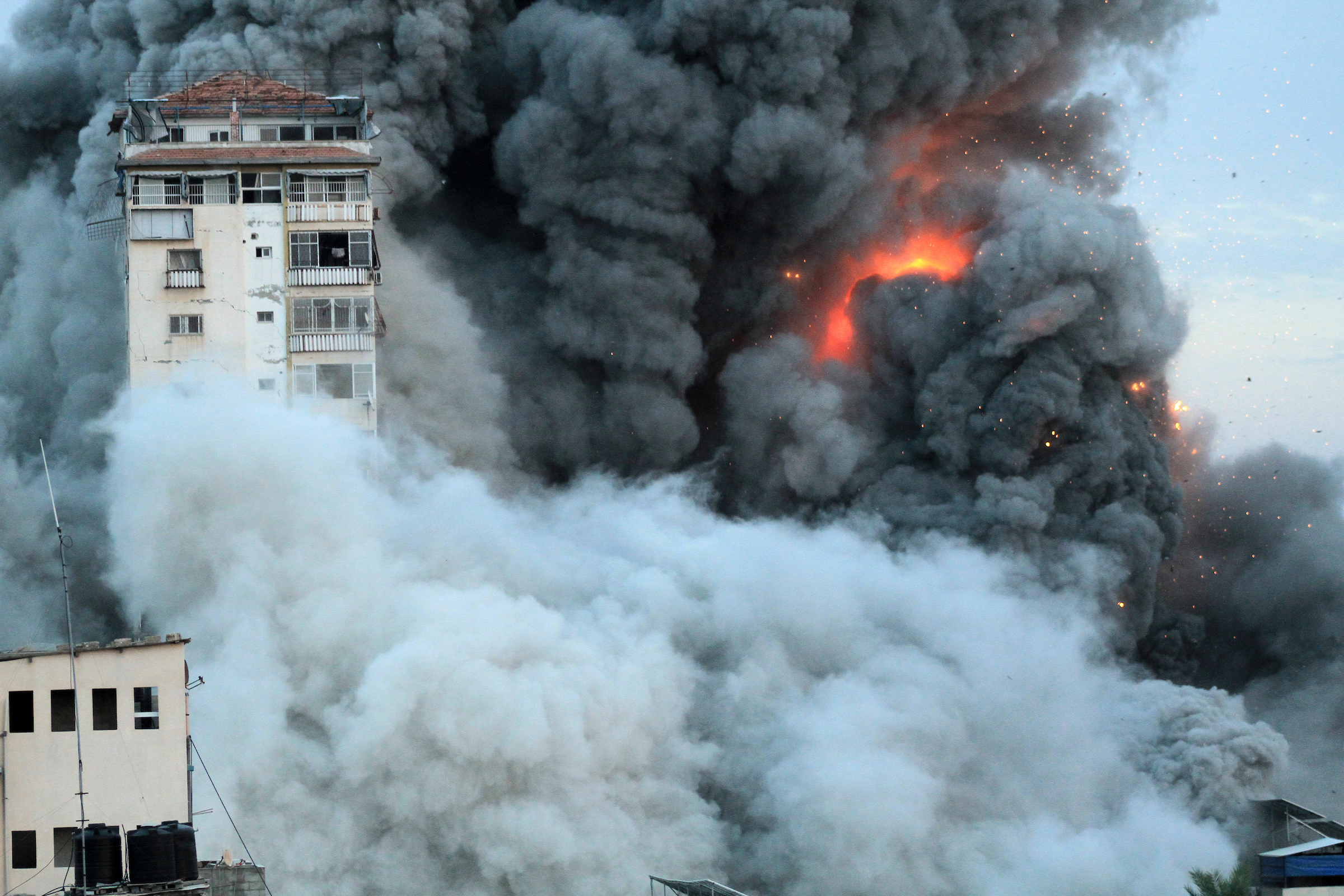
Die Wohnhochhaustürme „Palestine Towers“ zerstört in Gaza am 7. Oktober 2023.

Am 19. Juni 2024 präsentierte Navi Pillay in Genf formell den Bericht der Kommission zu den Kriegsverbrechen, begangen von Israel und bewaffneten Palästinensergruppen. Die Kommission stellte fest, dass bewaffnete palästinensische Gruppen wahllos Raketen auf besiedelte Gebiete in Israel abgefeuert haben, was einen Verstoß gegen das Völkerrecht darstellt. Die Kommission betonte jedoch, dass das Vorgehen der israelischen Armee weitaus tödlicher und zerstörerischer sei als das Vorgehen palästinensischer bewaffneter Gruppen und erhob schwere Vorwürfe, insbesondere gegen Israel. Israel habe die Arbeit der Kommission behindert und keinen Zugang zu seinem Staatsgebiet und zu den besetzten palästinensischen Gebieten gewährt. Das Ergebnis der ersten umfassenden UN-Untersuchung am und nach dem 7. Oktober 2023, beruhte auf Interviews mit Opfern und Zeugen sowie der Auswertung Tausender Daten, darunter Satellitenbilder und forensische Analysen. Der Einsatz von Bomben, die ganze Häuserblocks zerstören, verstößt gegen das Kriegsvölkerrecht. »Das Gebot, Mittel und Methoden der Kriegsführung so zu wählen, dass zivile Schäden vermieden oder zumindest so gering wie möglich gehalten werden, wurde bei der israelischen Bombenkampagne offenbar konsequent verletzt«, erklärte Volker Türk, UN-Hochkommissar für Menschenrechte, der einen Bericht mit dem Titel »Wahllose und unverhältnismäßige Angriffe während des Konflikts in Gaza« vorlegte. Chris Sidoti erklärte, als Antwort auf die Behauptungen Benjamin Netanjahus, die israelischen Verteidigungsstreitkräfte seien die „moralischste Armee der Welt“, unter Berufung auf den Bericht: „Die einzige Schlussfolgerung, die man ziehen kann, ist, dass die israelische Armee eine der kriminellsten Armeen der Welt ist.
Am 13. März 2025 legte die Kommission dem UNHCR einen Bericht (A /HRC/58/CRP.6) über die systematische Anwendung sexueller Gewalt durch israelische Sicherheitskräfte und israelische Siedler seit dem 7. Oktober 2023 vor. In dem Bericht wird festgestellt, dass bestimmte Formen sexueller Gewalt Teil der „Standardarbeitsverfahren“ der israelischen Sicherheitskräfte sind. Der Bericht kommt zu dem Schluss, dass „die Häufigkeit, das Ausmaß und die Schwere der sexuellen und geschlechtsspezifischen Verbrechen in den besetzten palästinensischen Gebieten [darauf hindeuten], dass sexuelle und geschlechtsspezifische Gewalt von Israel zunehmend als Kriegsmethode eingesetzt wird, um das palästinensische Volk zu destabilisieren, zu beherrschen, zu unterdrücken und zu zerstören“.